# آدم جونز (موسيقي)
آدم جونز (بالإنجليزية: Adam Jones)‏ هو موسيقي ورسام رسوم متحركة وعازف قيثارة أمريكي، ولد في 15 يناير 1965 في بارك ريدج في الولايات المتحدة.

## وصلات خارجية
- آدم جونز على موقع IMDb (الإنجليزية)
- آدم جونز على موقع ميوزك برينز (الإنجليزية)
- آدم جونز على موقع إن إن دي بي (الإنجليزية)
- آدم جونز على موقع أول ميوزيك (الإنجليزية)
- آدم جونز على موقع ديسكوغز (الإنجليزية)
- آدم جونز على موقع قاعدة بيانات الفيلم (الإنجليزية)